# Jequitaí
Jequitaí é um município do estado de Minas Gerais, no Brasil. Sua população recenseada em 2022 era de 6 484 habitantes. 

## História
Inicialmente habitado por índios, o atual município de Jequitaí tem sua história ligada ao ciclo do ouro. A riqueza mineral da região foi descoberta no ano de 1872, já no final do Império do Brasil, por viajantes que faziam o trajeto da Vila de Formigas (hoje, Montes Claros) para a Vila Nossa Senhora do Bom Sucesso e Almas da Barra do Rio das Velhas (hoje, Barra do Guaicuí, distrito pertencente a Várzea da Palma).
Ao atravessarem um rio, no lugar denominado Porto Inhay, eles encontraram diamantes de qualidade apreciável e ali se estabeleceram.
Depois, prosseguindo em sua viagem, chegaram à fazenda do major Cipriano de Medeiros, mais tarde Barão de Jequitaí, a quem venderam os diamantes. O major, por sua vez, os comercializou em Diamantina. A notícia do descobrimento das preciosas pedras se espalhou, trazendo, às margens do referido rio, gente de toda a parte. Mais ou menos 500 garimpeiros acamparam em choças de palha e capim e formaram um arraial.
A maior parte desses garimpeiros era procedente de Diamantina e, em homenagem a eles, hoje existem, na cidade, algumas ruas com os nomes: Diamantina, Mendanha, Inhay etc.
Pela Lei Provincial nº 1 996, de 14 de novembro de 1873, a povoação foi elevada à categoria de Vila de Jequitaí, com sede no Arraial do Senhor do Bonfim, no então município de Montes Claros. Dois anos depois, a Lei nº 2 145 transformou a Vila de Jequitaí em distrito pertencente a Montes Claros.
Pela Lei Provincial nº 2 810, de 4 de outubro de 1881, foi, a sede, transferida para o Arraial de Nossa Senhora da Conceição de Jequitaí. Pela Lei Provincial nº 3 276, de 30 de outubro de 1884, foi elevada à condição de "cidade de Jequitaí", época esta de notório desenvolvimento, motivado pela lavoura e, em grande parte, pela extração de seus diamantes. 
No entanto, o povo de Jequitaí gozou as regalias de cidade por pouco tempo, já que a Lei nº 44 de 17 de abril de 1890 reduziu a cidade a um simples distrito, passando a denominar-se Vila Nova de Jequitaí e sofrendo um grande revés, voltando a pertencer a Montes Claros.
Em 1948, foi proclamada a independência político-administrativa de Jequitaí, sendo elevada novamente à categoria de cidade pela Lei nº 336 de 27 de dezembro de 1948, constituída somente pelo distrito da sede.

## Etimologia
Existem pelo menos duas explicações quanto à origem do nome da cidadeː
- Como o alimento básico de que os garimpeiros que povoaram a cidade se serviam era o peixe, eles armavam um balaio (Jequi), no meio das pedras (Ita) dentro do rio (Hy), onde nasceu o nome Jequitaí, que até hoje se conserva, devido a sua origem e significado.
- o tupinólogo Eduardo Navarro sugere que "Jequitaí" surgiu do termo da língua geral meridional îekytá'y, que significa "rio dos jequitás[6] (Desmoncus rudentum)".[7]

## Atrações
Na região, está situada a Lapa Pintada, que constitui importante sítio arqueológico. Outros atrativos são o Curral de Pedras, refúgio de pássaros e animais silvestres, e a catarata do Sítio, que forma uma piscina natural.

## Geografia
Localiza-se na Mesorregião Norte de Minas. 